# IC 384
IC 384 ist eine Spiralgalaxie vom Hubble-Typ Sc im Sternbild Eridanus am Südsternhimmel. Sie ist schätzungsweise 206 Millionen Lichtjahre von der Milchstraße entfernt und hat einen Durchmesser von etwa 35.000 Lichtjahren.

Im selben Himmelsareal befinden sich die Galaxien NGC 1636, IC 385, IC 388, IC 389.
Das Objekt wurde am 13. Dezember 1892 vom französischen Astronomen Stéphane Javelle entdeckt.